# 斯捷潘·斯基塔列茨
斯捷潘·加夫里洛維奇·斯基塔列茨（俄语：Степан Гаврилович Скиталец，1869年11月9日—1941年6月25日），俄國/蘇聯的詩人、小説家和民間音樂家。斯基塔列茨这个名字在俄語中是“流浪者”的意思。

## 早年生活
斯基塔列茨出生在薩馬拉省，父親是個農民，曾經為農奴。獲得自由之後，斯基塔列茨的父親在村裏做了一段時間的酒保，之後帶著幼年的兒子在俄國各地流浪了幾年，兩個人或在街頭演出或在酒館當樂手以圖謀生。經過幾年的流浪生活之後，他們回到了薩馬拉，斯基塔列茨的父親在那裏定居下來，成爲一個細木工。斯基塔列茨的父親教他演奏古斯里琴，斯基塔列茨在後來的生活中，展現了他的彈奏樂器技巧和民歌歌手的天賦。他在一首短詩中談到了他早年與父親一起生活的經歷。“我的歌手父親留下了他的古斯里琴、他留下了屬於我的歌曲，播下了他的農家種子的歌曲禮物，在我家鄉的天空中生長。”在他與父親在俄國各地流浪的嵗月裏，生活環境非常惡劣，嚴苛經歷使他能夠遇到形形色色的人，積纍了豐富的生活素材。
1887年他因涉嫌激進政治運動被薩馬拉師範學院開除之後，他做過文員、演員、歌手，為多家報刊撰稿，并參加了學生革命運動。

## 創作生涯

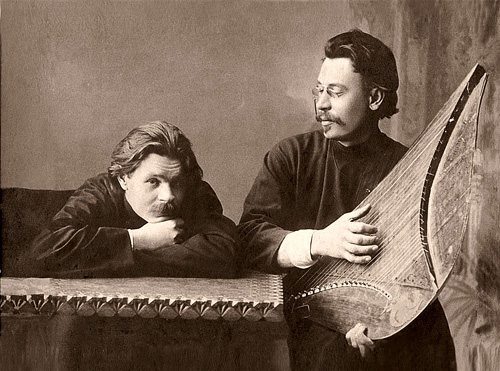
與馬克西姆·高爾基（左）在一起

1898年，他結識了已經頗有名聲的馬克西姆·高爾基，兩人成爲了親密朋友。這次會面是他年輕生活中的決定他今後人生的重要時刻。之後，斯基塔列茨隨高爾基來到莫斯科。在那裏，他加入了由作家尼古拉·德米特里耶维奇·特列肖夫創建的文學團體莫斯科周三会，會員中有許多受歡迎的俄國作家和藝術家，其中有：列昂尼德·尼古拉耶维奇·安德列耶夫、伊萬·蒲寧、費多爾·夏里亞賓、安東·帕夫洛維奇·契訶夫。1902年，斯基塔列茨的第一本故事和詩集收集在高爾基主辦的《兹那耶》（意為：知識）。
在此期間，他發表了詩歌、短篇小説和長篇小説。其中大部分在他的莫斯科周三会的圈子裏閲讀和討論。他的一首歌曲首次在“莫斯科周三会”演唱，並被收集在高爾基的劇本《底層世界》第二幕的開場演唱，這首歌的部分歌詞是：太陽昇起又落下，可我的監獄卻是黑暗又黑暗，在他的詩歌作品中還描述了17世紀頓河哥薩克農民起義領袖斯捷潘·拉辛的故事。
斯基塔列茨的革命詩歌受到了弗拉基米爾·列寧等人的稱贊。1902年在一次慈善活動中他朗誦了一首革命詩歌和其他幾首詩歌引起了一陣歡呼和呐喊，導致活動被警察驅散，並當場逮捕了活動組織者列昂尼德·尼古拉耶維奇·安德列耶夫，安德烈耶夫最終在法庭被宣佈無罪釋放。斯基塔列茨1902年和1905年因爲參加革命活動被捕。在一戰期間斯基塔列茨擔任醫療護理員，並發表了幾篇反戰作品。和1917年俄國革命之前的几年裏，他一直單獨地出版他自己的作品。1917年的俄國革命爆發後，他極力贊揚和支持俄國革命。1922年至1934年，他在國外生活，在哈爾濱為幾家報紙工作，並向蘇聯的期刊雜志投稿。除此之外，還在澳大利亞生活過一段時間。1934年7月回到蘇聯，與一度發生矛盾的高爾基重修舊好，並再次參與文學和社會活動。他於1935年出版了小説《切爾諾夫家》，1940年出版了小説《羈絆》。
1941年6月他在莫斯科去世，下葬在維維登斯科耶公墓。